# One Ok Rock
One Ok Rock (ワンオクロック Wan Oku Rokku?,  estilizado como ONE OK ROCK) es una banda japonesa de rock formada en el año 2005, actualmente compuesta por cuatro miembros, Takahiro Moriuchi (vocalista), Toru Yamashita (guitarra), Ryota Kohama (bajo) y Tomoya Kanki (batería).
Originalmente la banda estuvo compuesta por cinco miembros hasta que el guitarrista Alexander Onizawa abandonó el grupo en 2009. Sus canciones enérgicas no sólo han conseguido atraer gran atención en su país natal y Asia, sino también considerablemente en el extranjero llevándolos a realizar giras internacionales por Europa y América. A la fecha cuentan con diez álbumes de estudio.

## Historia

### Inicios y primeros lanzamientos (2005-2008)
La banda se formó por iniciativa de Toru Yamashita y Ryota Kohama (antiguos músicos de la banda HEADS) y Alex, quienes iban a la misma escuela. Cuando Toru estaba en su primer o segundo año de secundaria quiso formar un grupo, empezó a buscar miembros a su alrededor, pidiéndoles a Alex y Ryota que se le unieran.
Por otro lado, Takahiro estaba en un grupo llamado NEWS, y aunque le gustaba mucho cantar, pensaba que el rock era más instrumental que vocal, por lo que hasta ese entonces lo consideraba irrelevante, participando en NEWS haciendo covers de otras bandas de Johnny's Entertainment y una que otra canción original. NEWS dio dos conciertos, y Toru, Ryota y Alex fueron a verlos. En el primero, Takahiro, quien solo conocía a unas pocas personas, llamó a toda su agenda telefónica; entre los cuales, aún no estaban Toru, Ryota y Alex, quienes fueron por su lado, y conocieron a Takahiro por amigos en común.
Terminado el concierto, Toru Yamashita llamó a Takahiro: "yo también estoy en un grupo, así que si quieres, ven y actúa con nosotros. Toquemos juntos". En un principio, Takahiro, que era tímido respondió: "Bueno, estoy en mi propio grupo, así que no puedo...". Después del segundo concierto, Takahiro, que solía trabajar a tiempo parcial, recibió visitas hasta en su trabajo con la constante insistencia del resto: "Toquemos juntos"; una y otra vez hasta la mañana siguiente.
Tras convencer a Takahiro, iniciaron los ensayos con una agenda apretada y disponibilidad únicamente sábados y domingos entre las doce de la noche y la una de la madrugada, ya que el trabajo y la escuela consumía su tiempo entre semana. Cuando dieron su primer concierto, tuvieron que pensar en el nombre del grupo, y aunque no iban muy en serio al principio, se basaron en su hora de práctica, que era las 1 en punto (1 o'clock). "1 o'clock" no tenía suficiente fuerza, y aunque se escribe distinto, la pronunciación en japonés de "rock" está en la palabra, así que decidieron usarla en su lugar (en japonés, pues, no hay distinción entre los sonidos de L y R, suenan igual). Cambiaron el sonido que quedaba de "o'c" a "OK", quedando el nombre definitivo.
No tenían ninguna experiencia tocando instrumentos musicales a excepción de Alex que ya había tocado la guitarra durante un tiempo. ONE OK ROCK era la primera banda de rock de los miembros, y el primer contacto con este género por parte de Takahiro.
Por último, Koyanagi Yuu fue el baterista original del grupo desde antes de su debut oficial, pero dejó la banda en junio del 2006 para seguir una carrera como actor, a falta de baterista, llegó Tomoya, uniéndose al grupo en el año 2007, después de graduarse de secundaria y llegar a Tokio. Tomoya estaba en otro grupo mientras estudiaba en la escuela técnica, allí tenía un buen amigo que era profesor y su grupo tocaba a menudo con ONE OK ROCK en eventos en vivo. Por medio de este profesor, el grupo terminó de conformarse.
La banda hizo su debut oficial con el lanzamiento de su sencillo Naihi Shinsho el cual vendió alrededor de quince mil copias. Un tiempo después hicieron su segundo sencillo llamado Yume Yume y no mucho tiempo después lanzaron su primer álbum de estudio: Zeitakubyou en el año 2007 donde hicieron una gira QUATTRO, por Shibuya CLUB QUATTRO, lanzando un DVD del final tour.

### Beam of Light y Kanjou Effect (2008-2010)
El año 2008 fue uno muy particular para la banda, pues hicieron el lanzamiento de dos álbumes de estudio en el transcurso del año. En mayo lanzaron Bean of Light el cual fue según los miembros de la banda un álbum que no estaba previsto realizar. Este segundo álbum tuvo menos de 10 temas los cuales nunca han sido interpretados por los miembros en conciertos en vivo. Fue un lanzamiento que pasó sin penas ni glorias por lo que podemos decir que es un álbum que no tuvo mucha relevancia para los fans ni tuvo mucha importancia para la banda. El 12 de noviembre lanzaron su tercer álbum de estudio: Kanjou Effect el cual contó con doce temas y se apegaba mucho más al estilo con el que la banda consiguió su fama. En esta época la banda estaba pasando por un problema interno debido a que Takahiro y Alex tenían roces comúnmente por tener diferentes pensamientos en cuanto al futuro de la banda y cómo debían manejarla. 
En abril de 2009 Alexander se subió a un tren de la ciudad de Tokio en aparente estado de embriaguez y acosó a una chica que se movilizaba en el vagón, tocándole las piernas. La chica se auxilió en un policía que hacía guardia en la estación, el cual detuvo a Alex y lo llevó a la estación. Alex admitió los cargos y el problema pudo solucionarse con el ente acusador antes de ir a juicio. La banda estaba a punto de lanzar un nuevo sencillo titulado Around the world Shonen, este sencillo iba a ser utilizado para una serie de televisión pero debido al escándalo de Alex tuvieron que reemplazar la canción. La banda decidió cancelar su gira nacional y los proyectos que tenían a corto plazo. En el mes de mayo la banda anunció que continuarían sin Alex, el cual se devolvió a Estados Unidos. A partir de aquí hubo un breve periodo de reestructuración de la banda. Hubo muchas ideas entre las cuales estuvo que Ryota cambiara a la guitarra rítmica, Toru a Guitarra líder y consiguieran un bajista nuevo pero al final se decidió que la banda se mantendría con cuatro miembros, Toru entonces dejaría de rapear en las canciones, pasaría a tomar el puesto de guitarra líder que Alex había dejado vacío y la banda tendría que adaptar sus canciones para que pudieran sonar con una sola guitarra.

### Niche Syndrome y Zankyou Reference (2010-2012)
Luego de todo el escándalo y la reestructuración, la banda volvió a lanzar un sencillo hasta febrero del año 2010. El nuevo lanzamiento se llamaría Kanzen Kankaku Dreamer (完全 感 覚 Dreamer) y obtuvieron una recepción muy positiva; el sencillo entró al top 10 de la lista semanal de Oricon en Japón. El 9 de junio de 2010 la banda anuncia el lanzamiento de su cuarto álbum de estudio, titulado Niche Syndrome el cual terminaría siendo un rotundo éxito para ONE OK ROCK y el primer gran paso de la banda para comenzar a convertirse en una de las más escuchadas en su país. A partir de este álbum la banda creció de manera exponencial, comenzó a ser muy escuchada en su país y esto llevó a que sus conciertos comenzaran por primera vez a necesitar espacios más grandes que un simple teatro o una sala de conciertos. Este año la banda tocó en el Nippon Budokan y sacó un DVD de su concierto.
Durante ese año (2010) ONE OK ROCK apoyó a la banda Pay Money to My Pain durante su gira que se realizó en el transcurso del año. El 16 de febrero de 2011 se anunció el lanzamiento de un nuevo sencillo de la banda, llamado Answer is Near. Re:make/NO SCARED fue el otro sencillo que la banda lanzó antes de hacer oficial el lanzamiento de lo que sería su quinto álbum de estudio: Zankyo Reference el cual fue lanzado en el mes de octubre. La banda hizo su ya acostumbrada gira por el país y anunció que el último concierto se celebraría en el Yokohama Arena lo cual iba a ser un hito histórico para la banda pues era la primera vez que tocarían en este estadio y la primera vez que tocarían en un lugar tan grande. La banda vendió los 24000 boletos para ese concierto y posteriormente lanzó el DVD/Blu-ray con el concierto en su segundo día.
El tema No Scared fue usado en la apertura del juego de rol de Black Rock Shooter para PlayStation Portable. El sencillo "The Beginning" sirvió como tema principal de la adaptación de acción real del manga Rurouni Kenshin, sonando durante los créditos finales de la película. En 2013 el sencillo "Nothing Helps" fue usado en el avance de lanzamiento del reboot de la serie Devil May Cry, DmC: Devil May Cry. El sencillo "Mighty long fall" sirvió como tema principal de la continuación de la adaptación de acción real de Kenshin.

### Jinsei×Boku(2012-2015)
El año 2012 comenzó con una noticia muy buena pues ONE OK ROCK había anunciado por primera vez una gira fuera de Japón. La banda tuvo la oportunidad de encabezar el festival Rock in Japón 2012 y en donde compartió escenario con Rihanna y Green Day entre otros artistas. También encabezaron el Oga Namahage Rock Festival, el Rising Sun Rock Festival y el Sweet Love Shower.
ONE OK ROCK llegó a su punto más alto con el tema The Beginning el cual fue el, ya antes mencionado, tema para los créditos finales de la película de Rurouni Kenshin; el MV de este tema es actualmente el más visto en el canal de la banda con más de cien millones de visualizaciones. Fue aquí también cuando, se dieron a conocer aún más con el lanzamiento de su sexto álbum de estudio, Jinsei Kakete Boku Wa, el 6 de marzo del 2013, Takahiro afirmó que este álbum fue en gran parte influenciado por el estilo musical de Linkin Park especialmente en su forma de cantar y rapear manteniendo el sonido Rock. La banda hizo su acostumbrada gira por todo Japón promocionando el álbum y sacando su típico DVD con el último concierto del Tour.
Para finales del 2014, el grupo lanza "Mighty Long Fall / Decision", que contenía las dos canciones mencionadas y además una canción extra "Pieces of me". Algunos meses después, el 11 de febrero del 2015 lanzan oficialmente su séptimo álbum de estudio, llamado 35xxxv. El disco fue grabado completamente en los Estados Unidos. Este álbum contenía un estilo completamente diferente al de su predecesor, y aunque aún contenía temas con sonido Post-hardcore, era notorio el uso de muchos más efectos y sonidos pop, como los que comúnmente usan las bandas estadounidenses. Por esta razón, muchos fans rechazaron el cambio drástico de género que la banda había tomado en este álbum; aun con la lluvia de críticas que caían de los fans hacia la banda, lograron conseguir puestos importantes en el Oricon Album (Primer lugar).

### 35xxxv(2015-2017)
En julio del 2015, ONE OK ROCK firma contrato con Warner Bros. Records y además anuncian el lanzamiento de una edición especial de su séptimo álbum para USA, este se llamaría '35xxxv Deluxe Edition' y contendría dos temas nuevos Last dance y The way back. Esta edición especial del álbum a diferencia de la vendida en Japón, ya no iba a contener letra en japonés, así que los párrafos de los temas que contenía letra en japonés fue reemplazada por letra en inglés. La banda hizo su típica gira nacional bajo el nombre de '35xxxv Japan Tour' y además hizo otra gira promocional por USA en la cual la banda pudo compartir escenario con Kellin Quinn de Sleeping With Sirens.

### Ambitions(2017-2019)
Para el 2016 la banda hizo un concierto especial en Nagisaen, Japón, donde rompieron su récord de asistencia en taquilla con más de 110.000 personas en los dos días de concierto; Ese mismo día, presentaron en vivo lo que sería su nuevo sencillo 'Taking Off'. El 12 de septiembre del 2016 la banda firma con el sello estadounidense fueled by Ramen y dos meses después, anuncian el lanzamiento de su octavo álbum de estudio, Ambitions el cual se estrenaría el 11 de enero del 2017.
Ambitions es el primer álbum que la banda presenta bajo el sello de Fueled by Ramen, y será la primera vez que ONE OK ROCK lanza un álbum a nivel mundial. Anunciaron que sacarían a la venta una versión japonesa del disco (Inglés-Japonés), la cual solamente se vendería en el país nipón, y una versión mundial la cual estaría completamente en inglés y contendría temas que la versión japonesa no tendría (y viceversa). Ambitions tuvo el apoyo y colaboración de muchos artistas: en la versión japonesa, el tema 'Listen' es cantado en colaboración con Avril Lavigne, en la inglesa, para el tema 'Jaded' se hizo una colaboración con Alex Gaskarth de la banda americana All time Low. en ambas versiones del disco, la canción 'Take What You Want' se grabó junto a la banda australiana de pop-rock 5 Seconds of Summer. Ambitions es un álbum completamente diferente a los demás lanzados por ONE OK ROCK, incluso diferente a 35xxxv quien fue señalado de ser un álbum "demasiado americanizado". el álbum nos muestra un estilo Pop, con sonidos muy americanos. Takahiro argumentó en una entrevista que ellos quieren que 'todos conozcan a la banda' y que eso no lo van a conseguir quedándose estancados en su estilo J-Rock, por lo cual decidieron adoptar el muy notorio "ritmo comercial" que se aprecia en este álbum.
En 2017 la banda comenzó su típico tour por el país nipón, esta vez promocionando su nuevo álbum Ambitions. El tour tuvo como nombre "Ambitions JAPAN TOUR" y se celebró en un periodo de tres meses, comenzando el 18 de febrero en el Shizuoka Ecopa Arena y terminando el 17 de mayo en el Hiroshima Green Arena. El tour se realizó en diferentes lugares de Japón y con muchos artistas invitados como 'teloneros' del tour ( Fall Out Boy, Don Broco, OKAMOTO'S, Coldrain, SiM y Crossfaith entre otros). Durante el Ambitions JAPAN TOUR se vendió un sencillo limitado titulado "Skyfall", este CD solo podría adquirirlo quien asistiera a alguno de sus conciertos por Japón. El día 3 de mayo se publicó en las redes sociales de la banda una imagen anunciando que ONE OK ROCK estaría acompañando a Linkin Park en algunos conciertos del One more light world tour que el grupo estadounidense estaría realizando entre el 27 de julio y el 5 de agosto, pero las presentaciones se cancelaron luego de que Chester Bennington (Vocalista de Linkin Park) se suicidara el 20 de julio dentro de su residencia en Palos Verdes, California. El 15 de mayo de 2017 se anuncia el "Ambitions South American Tour 2017" para finales de septiembre e inicios de octubre en donde la banda visitaría por segunda vez Sudamérica pasando por Brasil. Perú, Chile y por último Argentina; ONE OK ROCK no había pasado por países de habla hispana desde 2014 cuando visitaron los cuatro países anteriormente mencionados y además de ellos, México. Dudas empezaron a crecer respecto pasaba el tiempo y México aún no era anunciado dentro del tour. Para el 17 de mayo, la página oficial de ONE OK ROCK publica en su sitio web el "Ambitions World Tour" donde se presentarían en diferentes lugares del mundo esta vez anunciando a México dentro del tour y terminando con las especulaciones de que la banda no visitaría ese país; sin embargo, el desastre natural ocurrido en Ciudad de México por el terremoto que sacudió la ciudad el 19 de septiembre obligó a la banda a cancelar el concierto que celebrarían el 25 del mismo mes en el Pabellón Cuervo.
Para comienzos de octubre, poco después de su gira por Sudamérica, se anuncia a través de las redes sociales de ONE OK ROCK el "Ambitions European Tour 2017" para el mes de diciembre donde los chicos pasarían por diferentes países de este continente, comenzando el día primero en Zúrich, Suiza y terminando el veintidós en París, Francia. La agrupación Crown the Empire acompañará a los chicos como teloneros durante el tour por Europa. El 7 de noviembre la banda publica en sus cuentas oficiales el lanzamiento de su DVD/Blu-ray "ONE OK ROCK 2016 Special Live in Nagisaen" para el 17 de enero del siguiente año; Este DVD, como es costumbre, traería temas que fueron tocados en el concierto pero no están dentro del espectáculo en directo que transmitió 'WOWOW' en noviembre del 2016. Pocos días después de anunciar el nuevo DVD/Blu-ray, a finales de noviembre se publica una nueva noticia: El Ambitions Japan DOME TOUR. Kyocera Dome, Tokio Dome, Nagoya Dome y Fukuoka Yahouku Dome serían los nuevos escenarios que los nipones conquistarán entre el 31 de marzo y el 22 de abril de 2018.
El año 2018 comienza con una gira por el continente asiático, pasando por Tailandia, Singapur, China, Taiwán, Filipinas, Hong Kong y Corea del sur en los días comprendidos entre el 18 de enero y el 2 de febrero. Es además, anunciado un nuevo sencillo de la banda, titulado 'Change'; este tema sería usado para un comercial por televisión de la empresa Honda Motors Company. Se anuncia a través de las diferentes redes sociales del grupo el lanzamiento del DVD/Blu-ray del AMBITIONS JAPAN TOUR para el día 16 de mayo y, anuncian además, que estarán presentes en el SUMMER SONIC FESTIVAL 2018 que se celebraría en agosto en la ciudad de Osaka.
El 20 de junio del 2018, el canal oficial de Fueled By Ramen nos muestra lo que es el nuevo vídeo oficial de la banda: Change. La banda se presenta en el Dead Pop Festival realizado en Japón el 30 de junio. A mitades de agosto, exactamente el 17 de ese año, ONE OK ROCK sorprende a sus fanes con lo que sería una de las mejores noticias del año: La banda anuncia a través de sus redes sociales el 'ONE OK ROCK with Orchestra Japan Tour 2018'. Este nuevo tour constaría de dos únicos escenarios: Saitama Super Arena (20-21 de octubre) y Osaka Jo-Hall (30-31 de octubre); durante este tour, se tocó en vivo y por primera vez (Al igual que se hizo con Taking Off) lo que sería un nuevo tema de los chicos el cual, según algunos usuarios de internet, tenía como nombre "Stand up feeling". 
ONE OK ROCK en el mes de septiembre publica un nuevo tour por Europa que se daría entre los días 5 y 12 de diciembre comenzando en Londres y terminando en París. Finalmente el 12 de noviembre del 2018 la banda anuncia una nueva súper gira por Estados Unidos la cual nombran "----- North American Tour 2019", claramente ocultando el verdadero nombre del tour antes de tiempo, lo que hizo que muchos fanes se asombraran de que la gira no llevara el "Ambitions" como título y se emocionaran ante la idea de que un posible nuevo álbum estaba muy cerca de anunciarse.

### Eye of the Storm(2019-2022)
El 22 de noviembre del 2018, el canal oficial de ONE OK ROCK publica un nuevo video musical titulado "Stand Out Fit In" el cual resultó ser el mismo tema tocado por los chicos durante el concierto con orquesta en el pasado mes de octubre y, muy pocas horas después, finalmente la banda anunció oficialmente el lanzamiento de su noveno álbum de estudio, Eye of the Storm. Este nuevo disco, al igual que su predecesor Ambitions, contará con su versión Japonesa el cual se venderá solo en el país nipón y con su versión internacional el cual como su propio nombre dice, será vendido en el resto del mundo. La versión japonesa del álbum será lanzada el 13 de febrero del 2019 bajo el sello de A-Sketch mientras que la versión internacional (Bajo el sello internacional de Fueled By Ramen) y la versión digital serán lanzadas dos días después. Para este nuevo álbum, la banda contó con la colaboración de Kiiara en uno de sus temas (In the stars) para ambas versiones del disco. En cuanto a las canciones, solo hay una exclusiva para cada una de las versiones del álbum: En la japonesa, el tema número 12 se titulará «Can't Wait» mientras que en la internacional este mismo número lo ocupará otra canción titulada «Unforgettable» . El 31 de enero se publica un nuevo video musical del tema 'Wasted Nights' para promocionar el lanzamiento del nuevo álbum: estos videos son publicados en los canales de ONE OK ROCK y Fueled By Ramen. A tan solo un día de su fecha de lanzamiento Eye of the Storm entre en los top charts de álbumes más vendidos mundialmente. La canción «Wasted Nights», que es la principal del álbum, se utilizó también como tema principal para la película Kingdom.
El 14 de febrero se anuncia desde sus redes sociales que la banda estará acompañando a Ed Sheeran en sus conciertos por Asia los cuales hacían parte de su DIVIDE WORLD TOUR; Ed Sheeran y One Ok Rock estuvieron haciendo conciertos juntos desde el 4 de abril hasta el 3 de mayo por todo el continente asiático. Un día después de anunciar la colaboración con Ed Sheeran, el grupo hace oficial una nueva gira por Europa la cual hacía parte de su promoción del nuevo álbum; esta gira se realizó durante el mes de mayo. La banda hizo presencia en el mes de julio en el Vans Warped Tour el día uno del festival en California. El 7 de mayo se anuncia que el tour de los chicos por Estados Unidos será alargado añadiendo más fechas en julio, siendo cinco nuevos conciertos en Estados Unidos (Portland, Sacramento, Ventura, Anaheim y el ya mencionado concierto de Vans Warped Tour en Mountain View) y tres conciertos en México (Ciudad de México, Monterrey y Guadalajara).
Finalmente el 14 de mayo la banda anuncia lo que más se esperaba: El "ONE OK ROCK: Eye of the Storm JAPAN TOUR 2019-2020". En esta ocasión el ya conocido tour por Japón se realizaría dividido en dos años y comprendido entre el 22 de septiembre de 2019 y el 16 de enero de 2020. Los escenarios del tour por Japón fueron: Toki Messe Niigata Convention, Osaka-Jo Hall, Miyagi Super Arena, Makomanai Sekisui Heim Ice, Saitama Super Arena, Hiroshima Green Arena, Yokohama Arena, Portmesse Nagoya, Ehime Budokan, Marine Messe Fukuoka, Shizuoka Ecopa Arena y Mie Sun Arena). El 31 de mayo se liberan tres videos musicales: We are [Live in Dome Tour], I was king [With Orchesta] y Cry Out [Live in Dome Tour] como método de promoción del los DVD/Blu-Ray "ONE OK ROCK With Orchesta Japan Tour" y "ONE OK ROCK Japan Dome Tour". El 8 de diciembre la banda anuncia un Tour por Australia para marzo de 2020.
El 2020 comienza con un anuncio más de la banda para dar a conocer un nuevo tour por Asia, en el cual visitarían Bangkok, Seúl, Manila, Singapur, Hong Kong, Yakarta y Taipéi entre los meses de abril y julio de 2020. Sin embargo, para el mes de marzo, el brote de SARS-CoV-2 causante de la enfermedad COVID-19 ya era oficialmente una pandemia, había llegado a casi todos los países y ya era considerada una amenaza muy real, lo que hacía que los conciertos se volvieran potenciales focos de contagio y propagación del virus; esto obligó a la banda a cancelar el último show del tour por Japón y todo el tour por Asia que se había anunciado entre los meses de abril y junio. El 24 de marzo por medio de sus redes, ONE OK ROCK anuncia que su música será parte de la banda sonora de la siguiente entrega de las adaptaciones de acción real de Rurouni Kenshin (Samurai X).
El 13 de abril de 2020 la banda se suma a una campaña realizada por diferentes artistas las cuales tenían como fin traer entretenimiento y hacer amena la época de cuarentena que el mundo vivía, por causa de la pandemia por coronavirus. Por esta razón, deciden lanzar 6 de su conciertos los cuales se podrían ver a través de la plataforma de YouTube por medio del servicio Premiere (Estrenos en vivo), los conciertos que se podrían ver son el Mighty Long Fall at Yokohama Stadium del 2014, el 35xxxv Japan Tour 2015, el Special Live in Nagisaen 2016, el Ambitions Japan Tour 2017, el Ambitions Dome Tour 2018 y el Ambitions Japan Tour With Orchesta 2018; estos eventos se transmitirían del 17 de abril al 31 de mayo de 2020. En agosto se publica en las redes oficiales de la banda que se realizará un concierto virtual llamado "ONE OK ROCK Field of Wonder" el 11 de octubre de ese año.
En el 2021, la banda anuncia el lanzamiento de un nuevo single después de dos años sin anunciar nuevos temas; este nuevo single tiene como nombre "Renegades" y es un tema que servirá como 'ending' en los créditos de la cuarta y última película de acción real de Rurouni Kenshin. Este tema saldría al mercado el día 16 de abril tanto su versión internacional como nipona. La canción fue escrita por Taka y coescrita por Ed Sheeran. Seguidamente el 27 de mayo la banda lanza un nuevo sencillo titulado 'Broken Heart of Gold'. El día 31 de mayo realizan una sesión acústica y virtual con el objetivo de promocionar los dos sencillos. El 19 de julio, ONE OK ROCK recibe un reconocimiento especial de parte de Spotify por haber llegado a un billón de reproducciones en la plataforma. Para mitades del mes de septiembre desde las redes sociales de la banda se anuncia un documental especial de ONE OK ROCK que sería lanzado por la plataforma de Netflix el 21 de octubre a nivel mundial. Finalmente el día 22 de octubre se libera el tema 'Wonder' que ya había sido tocado por la banda en el concierto virtual ONE OK ROCK Field of Wonder

### Luxury Disease (2022-2023)
El 14 de febrero de 2022 se anuncia por redes sociales que la banda estará presente en el SUMMER SONIC 2022 los días 20 y 21 de agosto en Tokyo y Osaka donde compartirá escenario con The 1975 y Post Malone entre muchos otros artistas. El 20 de abril se libera el DVD/Blu-ray de la su concierto acústico ONE OK ROCK 2021 Day to Night Acoustic Sessions. ONE OK ROCK estaría presente en el GOOD THINGS 2022 que se celebra en Australia, compartiendo escenario con Bring Me the Horizon. En el mes de abril además, se anuncian dos cosas importantes; el primer anuncio fue la firma colaborativa entre la banda y Monster Energy en Japón, mientras que la segunda fue la noticia del lanzamiento de un nuevo sencillo llamado 'Save Yourself' que se lanzaría por medio del sistema YouTube Premiere el 24 de junio. 
Tres días antes del lanzamiento del nuevo sencillo, las redes sociales de ONE OK ROCK publican un nuevo tour por Estados Unidos, llamándolo NORTH AMERICA TOUR 2022 y ocultando el verdadero nombre del tour en la imagen promocional; siendo esta una estrategia antigua de la banda, se comenzó a especular desde este momento que la agrupación estaba cerca de anunciar un nuevo álbum de estudio después de tres años y medio. El 24 de junio se publica el sencillo "Save Yourself", mostrando de nuevo la esencia de ONE OK ROCK que se lograba percibir en los primeros álbumes de la banda. 
Este mismo día, desde las distintas redes se hace oficial el lanzamiento de lo que será su décimo álbum de estudio. El nuevo álbum se llamará 'Luxury Disease'' y sus dos versiones del disco (Japonés y Inglés) serían lanzadas a nivel mundial el 9 de septiembre del 2022. 'Luxury Disease' es la traducción al inglés de lo que en japonés significa 'ZEITAKUBYOU (el nombre del primer álbum de la banda lanzado en 2007). La banda mencionó que este nuevo álbum fue pensado para volver a encaminarse al rock, después de haber experimentado el sonido pop en Ambitions y, sobre todo, en Eye of the Storm. El décimo álbum de la banda contará con dos versiones del disco (una versión japonesa y otra internacional) como lo han venido haciendo desde 35xxxv; el grupo reveló que la versión internacional contará con 13 temas mientras que la nipona tendrá 15. Para ambas versiones del disco, el tema 'Free Them' se realizó en colaboración con Teddy Swims.
El 6 de septiembre de 2022, la banda lanzó un nuevo sencillo, "Vandalize", que se anunció simultáneamente como el tema final del videojuego Sonic Frontiers. One Ok Rock anunció la gira como acto de apertura de la gira mundial Will of the People de Muse junto con Evanescence en Estados Unidos y Canadá en 2023.

### Detox(2023-presente)
El 24 de agosto de 2023, la banda lanzó un nuevo sencillo, "Make It Out Alive", en colaboración con Monster Hunter Now, un juego móvil cuyo lanzamiento está previsto para el 14 de septiembre. El vídeo musical se lanzó el 29 de agosto de 2023. One Ok Rock interpretará su primera canción de anime con "Prove" como tema de apertura del anime Beyblade X, que se estrenará el 6 de octubre de 2023.
La banda anunció su undécimo álbum de estudio, al que titulan Detox y cuyo lanzamiento está previsto para el 21 de febrero de 2025.
El 19 de enero de 2025, la banda lanzó el sencillo "Puppets Can't Control You", que se utiliza como tema principal del drama televisivo japonés Mikami Sensei.

## Estilo Musical
Las influencias básicas de One Ok Rock son Good Charlotte y Ellegarden. Las influencias de Good Charlotte se ven en su primer álbum. Tras el escándalo y retiro de Alex Onizawa por manosear a una estudiante de secundaria, la banda ha ido extendiendo su sentido musical al Grunge y la escena post-hardcore.[cita requerida]
En JinseixBoku = sexto álbum, expresaron cómo este álbum fue influenciado por Linkin Park y Coldrain por su forma de gritar y gritar-rapear. Su séptimo álbum 35XXXV, fue producido junto con el productor americano John Feldmann. El álbum obtuvo el primer lugar en el ranking de Oricon Album semanal siendo la primera vez que la banda alcanzó el primer lugar.[cita requerida]
En general las mayores influencias de One Ok Rock son Ellegarden, Enter Shikari, Linkin Park, Simple Plan, Pay money To my Pain, Foo Fighters, Good Charlotte, Nirvana, Green Day, Blink 182, The Smashing Pumpkins, Fall Out Boy, and The 1975.[cita requerida]

## Formaciones

### Miembros actuales
- Moriuchi Takahiro (Taka)  森田 寛貴 (vocalista): Takahiro Moriuchi. Nació el 17 de abril de 1988 en Tokio. Hijo de Shinichi Moriuchi. Tiene 36 años en la actualidad; antes de decidir entrar en la banda, estuvo en el grupo NEWS. Taka es cantante, compositor y letrista, su signo zodiacal es Aries y mide 168 cm de estatura. Taka es además el hermano mayor del vocalista de la banda MY FIRST STORY, Hiroki Moriuchi. Su personalidad se puede describir como extrovertida, y en un escenario es capaz de moverse, saltar y cantar durante cientos de minutos por la tarima sin mostrar apariencia de cansancio alguna. Taka ha cantado desde que tiene memoria, viene de una familia de cantantes. Actualmente está soltero. Es considerado por muchos como una de las mejores voces que Japón ha podido dar.
- Yamashita Toru 山下 亨 (guitarra): Toru Yamashita. Nació el 7 de diciembre de 1988 en Osaka. Actualmente tiene 34 años, es el líder, guitarrista y hace algunos coros. Antes de estar en One Ok Rock tenía una banda llamada HEADS, junto con Ryota y dos chicos más. La personalidad de Toru es mucho más reservada que la de los demás miembros, llegándose a ver serio en la mayoría de las ocasiones. Toru es además compositor e incluso fue actor antes de que ONE OK ROCK alcanzara la fama. A diferencia de los demás miembros del grupo, él no posee tatuajes en su cuerpo. En cuanto a su estado civil, Toru está casado desde el año 2021 y actualmente no tiene hijos.
- Kohama Ryota 小浜 良太 (bajo): Ryota Kohama. Nació el 4 de septiembre de 1989 en Osaka por lo que su signo zodiacal es Virgo. Estaba junto con Toru en otra banda llamada HEADS. Ryota tiene 34 años siendo el más joven del grupo. Actualmente está casado y tiene una hija, su esposa es Michelle Lavigne, hermana de la conocida cantautora Avril Lavigne. Fue el primer miembro de la banda en convertirse en padre. Ryota tiene una personalidad reservada y suele ser una persona bastante cálida con sus fanes y con los miembros de la banda. Aunque Ryota se conoce desde hace mucho más tiempo con Toru, en realidad tiene una amistad mucho más profunda con Tomoya.
- Kanki Tomoya 神吉 智也 (batería): Tomoya Kanki. Nació el 27 de junio de 1987 en Hyogo. Tiene 36 años y al igual que Ryota, es padre y está casado. 'Tomo' es elocuente y es el miembro más enérgico de la banda. Su signo zodiacal es cáncer y ama la comida. Tomoya muestra y derrocha mucha energía en los conciertos aunque sea el único miembro de la banda que no puede moverse por la tarima y debe estar sentado de manera obligatoria. En la actualidad tiene tres hijos. Tomoya Toca instrumentos de percusión desde su adolescencia y llegó a la banda a reemplazar a Yuu, el antiguo baterista que acompañaba a la banda pero que decidió dejarla desde antes que pudieran debutar con el sencillo Naihi Shinsho.

### Miembros antiguos
- Alexander Onizawa (guitarra): Nacido el 19 de marzo de 1988 en San Francisco. Es japonés-americano. Alex fue, junto a Toru y Ryota, el primer integrante del grupo. Encargado de la guitarra principal y algunos otros coros. El motivo de su abandono al grupo se debió a un accidente que ocurrió el 5 de marzo de 2009. Alex se subió en un tren en estado de ebriedad, a eso de las 8 a. m., tocó la pierna de una estudiante de escuela preparatoria femenina. Esta, asustada, pidió ayuda a un policía y le detuvieron. Onizawa admitió los cargos. Después de estar 27 días en prisión, le declararon inocente, pero debido a esa infracción muchos planes de lanzamientos y demás se vinieron abajo, por ello, tomó la decisión de retirarse de la banda. ONE OK ROCK había planeado lanzar su nuevo sencillo, "Around the world Shonen", el 6 de mayo, pero el lanzamiento se suspendió. La canción también fue propuesto para ser el tema musical de la TBS serie dramática " God Hand Teru "(a partir de 11 de abril), pero la canción fue remplazada. La banda también canceló su gira nacional.

- Koyanagi Yuu (Tomo) 小柳 有, (batería): Koyanagi Yuu fue el baterista original del grupo desde antes de su debut oficial. Dejó la banda en junio de 2006 para seguir una carrera como actor.

## Discografía
Álbumes de estudio
- 2007: Zeitakubyo
- 2008: Beam of Light
- 2008: Kanjo Effect
- 2010: Niche Syndrome
- 2011: Zankyo Reference
- 2013: Jinsei×Boku=
- 2015: 35xxxv
- 2017: Ambitions
- 2019: Eye of the Storm
- 2022: Luxury Disease
- 2025: Detox

### Álbumes
| Año  | Información                                                         | Datos Oricon | Datos Oricon |
| Año  | Información                                                         | Semanal      | Ventas       |
| ---- | ------------------------------------------------------------------- | ------------ | ------------ |
| 2007 | Zeitakubyō (ゼイタクビョウ?) - Fecha: 21 de noviembre de 2007       | 15           | 26,000       |
| 2008 | BEAM OF LIGHT - Fecha: 28 de mayo de 2008                           | 17           | 13,000       |
| 2008 | Kanjō Effect (感情エフェクト?) - Fecha: 12 de noviembre de 2008     | 13           | 22,000       |
| 2010 | Niche Syndrome (Nicheシンドローム?) - Fecha: 9 de junio de 2010     | 4            | 26,000       |
| 2011 | Zankyō Reference ( 残響リファレンス?) - Fecha: 5 de octubre de 2011 | 2            | 100,000      |
| 2013 | Jinsei×Boku= (人生×僕＝?) - Fecha: 6 de marzo de 2013               | 1            |              |
| 2015 | 35xxxv - Fecha: 11 de febrero de 2015                               | 1            |              |
| 2015 | 35xxxv (Deluxe Edition) - Fecha: 25 de septiembre de 2015           |              |              |
| 2017 | Ambitions - Fecha: 11 de enero de 2017                              |              |              |
| 2017 | Ambitions (International) - Fecha: 13 de enero de 2017              |              |              |
| 2019 | Eye of the Storm - Fecha: 13 de febrero de 2019                     |              |              |
| 2019 | Eye of the Storm (International) - Fecha: 15 de febrero de 2019     |              |              |
| 2022 | Luxury Disease - Fecha: 9 de septiembre de 2022                     |              |              |
| 2022 | Luxury Disease (International) - Fecha: 9 de septiembre de 2022     |              |              |

### Sencillos
| Año  | Título                                                   | Posiciones            | Posiciones               | Posiciones           | Ventas | Álbum            |
| Año  | Título                                                   | Oricon Singles Charts | Billboard Japan Hot 100* | RIAJ digital tracks* | Ventas | Álbum            |
| ---- | -------------------------------------------------------- | --------------------- | ------------------------ | -------------------- | ------ | ---------------- |
| 2007 | "Naihi Shinsho " (内秘心書?)                             | 48                    | —                        | —                    | 15,000 | Zeitakubyō       |
| 2007 | "Yume Yume " (努努-ゆめゆめ-?)                           | 43                    | —                        | —                    | 9,300  | Zeitakubyō       |
| 2007 | "Et Cetera " (エトセトラ Etosetora?)                     | 29                    | —                        | —                    | 6,700  | Zeitakubyō       |
| 2008 | "Hitsuzen Maker " (必然メーカー?)                        | —                     | —                        | —                    | —      | BEAM OF LIGHT    |
| 2008 | "Koi no Aibō Kokoro no Cupid " (恋ノアイボウ心ノクピド?) | —                     | —                        | —                    | —      | Kanjō Effect     |
| 2010 | "Kanzen Kankaku Dreamer " (完全感覚Dreamer?)             | 9                     | 45                       | 53                   | 17,000 | Niche Syndrome   |
| 2010 | "Jibun Rock " (じぶんROCK?)                              | —                     | —                        | 98                   | —      | Niche Syndrome   |
| 2011 | "Answer Is Near" (アンサイズニア)                        | 6                     | 13                       | 27                   | 37,000 | Zankyō Reference |
| 2011 | "Re:make/NO SCARED"                                      | 6                     | 10                       | 21                   | 46,000 | Zankyō Reference |
| 2012 | "The Beginning"                                          | 5                     | —                        | —                    | —      | Jinsei×Boku=     |
| 2012 | "the same as..."                                         | —                     | —                        | —                    | —      | Jinsei×Boku=     |
| 2013 | "Deeper Deeper/Nothing Helps"                            | 3                     | —                        | —                    | —      | Jinsei×Boku=     |
| 2013 | "Clock Strikes"                                          | —                     | —                        | —                    | —      | Jinsei×Boku=     |
| 2014 | "Mighty Long Fall/Decision"                              | —                     | —                        | —                    | —      | —                |
| 2016 | "Taking Off"                                             | —                     | —                        | —                    | —      | Ambitions        |
| 2016 | "Bedroom Warfare"                                        | —                     | —                        | —                    | —      | Ambitions        |
| 2016 | "I Was King"                                             | —                     | —                        | —                    | —      | Ambitions        |
| 2017 | "Skyfall"                                                | —                     | —                        | —                    | —      | Ambitions        |
| 2018 | "Change"                                                 | —                     | —                        | —                    | —      | Eye of the Storm |
| 2018 | "Stand Out Fit In"                                       | —                     | —                        | —                    | —      | Eye of the Storm |
| 2020 | "Wonder"                                                 | —                     | —                        | —                    | —      | Eye of the Storm |
| 2021 | "Renegades"                                              | —                     | —                        | —                    | —      | Eye of the Storm |
| 2021 | "Broken Heart of Gold"                                   | —                     | —                        | —                    | —      |                  |
| 2022 | "Save Yourself"                                          | —                     | —                        | —                    | —      |                  |

## Filmografía
- 2014: Fool Cool Rock! One Ok Rock Documentary Film
- 2021: One Ok Rock: Flip a Coin

## Premios y nominaciones
| Año  | Nominación       | Premio                                                     | Resultado |
| ---- | ---------------- | ---------------------------------------------------------- | --------- |
| 2011 | Jibun Rock       | MTV Music Awards Japan - Mejor Video Rock                  | Nominado  |
| 2012 | Answer Is Near   | MTV Music Awards Japan - Mejor Video Rock                  | Ganador   |
| 2013 | The Beginning    | MTV Music Awards Japan - Mejor Video Rock                  | Ganador   |
| 2013 | The Beginning    | MTV Music Awards Japan - Mejor Video para una película     | Ganador   |
| 2013 | The Beginning    | Space Shower Music Video Awards - Best Your Choice         | Ganador   |
| 2013 | ONE OK ROCK      | MTV Europe Music Awards - Mejor Artista Japonés            | Nominado  |
| 2014 | ONE OK ROCK      | MTV Europe Music Awards - Mejor Artista Japonés            | Nominado  |
| 2014 | Be The Llight    | MTV Music Awards Japan - Mejor Video de Rock               | Ganador   |
| 2015 | ONE OK ROCK      | MTV Europe Music Awards - Mejor Artista Japonés            | Nominado  |
| 2015 | Mighty Long Fall | MTV Awards Japan - Mejor Video Grupal                      | Nominado  |
| 2016 | ONE OK ROCK      | Alternative Press Music Awards - Mejor Banda Internacional | Nominado  |
| 2016 | ONE OK ROCK      | Classic Rock Roll of Honour Awards - Banda Revelación      | Ganador   |
| 2016 | ONE OK ROCK      | MTV Europe Music Awards - Mejor Artista Japonés            | Ganador   |
| 2016 | ONE OK ROCK      | Space Shower Music Video Awards - Mejor Artista Extranjero | Ganador   |
| 2017 | ONE OK ROCK      | Alternative Press Music Awards - Banda Revelación          | Nominado  |
| 2017 | ONE OK ROCK      | Rock Sound Awards - Mejor Banda Internacional              | Ganador   |
| 2017 | ONE OK ROCK      | Space Shower Music Video Awards - Mejor Artista Rock       | Nominado  |
| 2018 | ONE OK ROCK      | Rock Sound Awards - Mejor Actuación en Vivo                | Ganador   |
| 2018 | ONE OK ROCK      | Space Shower Music Video Awards - Mejor Artista Grupal     | Ganador   |
| 2018 | ONE OK ROCK      | Space Shower Music Video Awards - Mejor Artista Extranjero | Ganador   |
| 2019 | ONE OK ROCK      | MTV Music Awards Japan - Artista del año                   | Ganador   |
| 2019 | ONE OK ROCK      | Space Shower Music Video Awards - Mejor Artista Grupal     | Nominado  |